# 숯

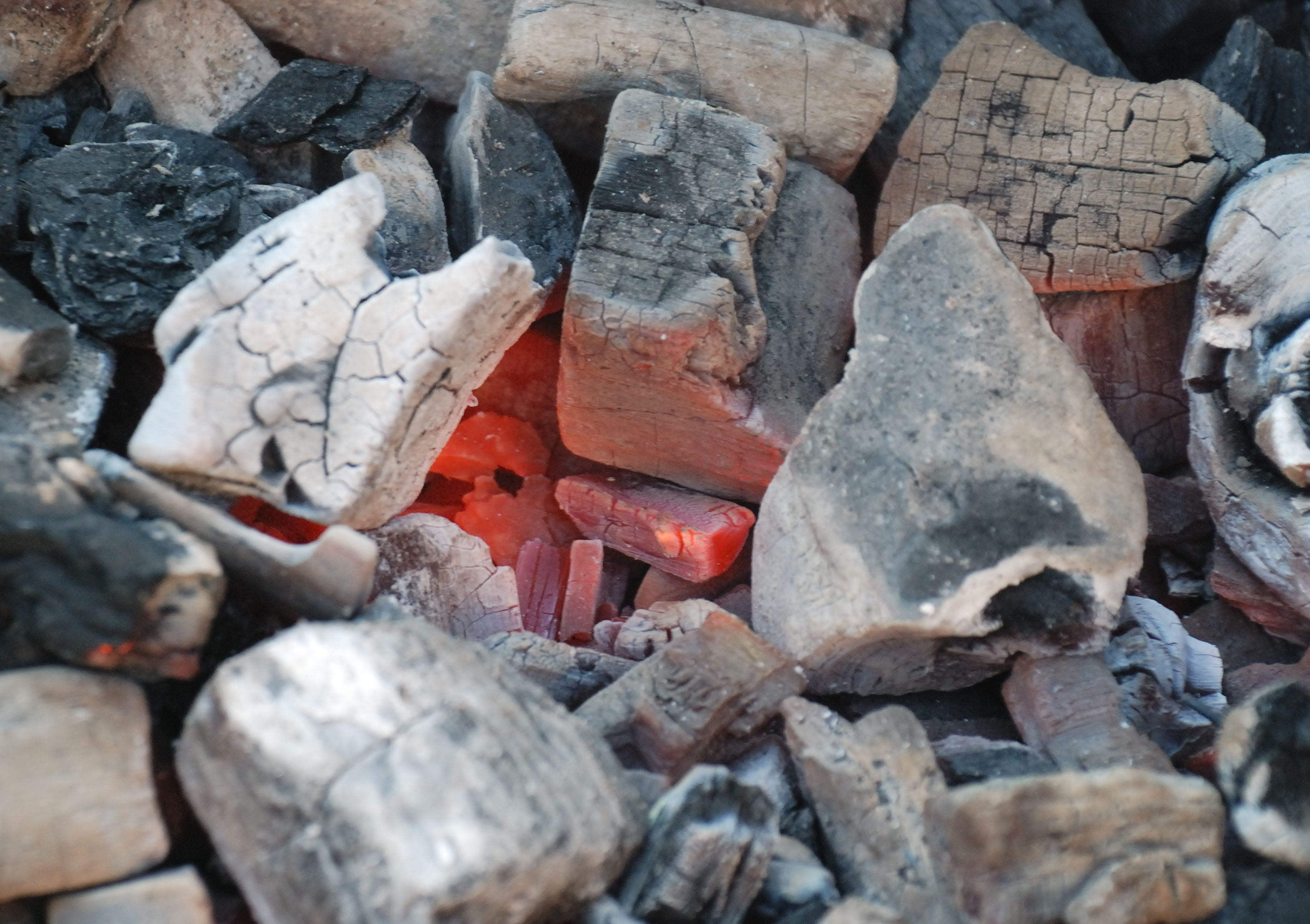
땔감으로 쓰이는 숯의 모습.

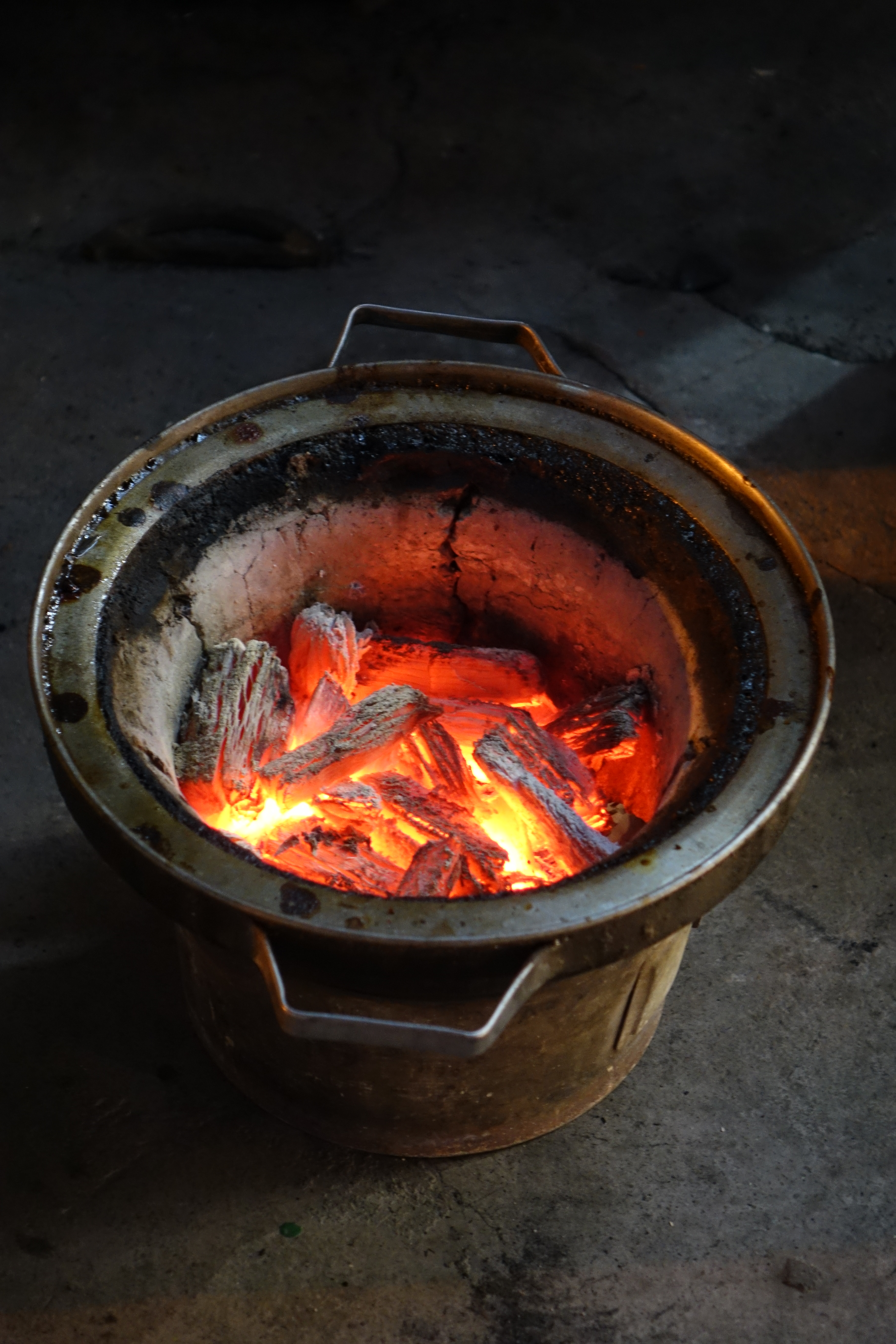
고기 조리를 위한 숯불의 모습.

숯(영어: charcoal)은 나무 따위의 유기물을 불완전 연소시켜서 만든 것이다. 목탄(木炭)이라고도 한다. 가장 흔히 알려진 참숯은 참나무류(갈참나무·굴참나무·물참나무·졸참나무 등)를 태워서 만든 것이다.

## 특징
숯은 탄소, 회분으로 구성되어 있다. 숯에는 많은 구멍들이 있다. 그 구멍들은 외부의 물질을 빨아들이기도 하고 내뱉기도 한다. 이러한 원리를 이용해 제습, 탈취, 공기정화용으로 사용한다. 숯은 검탄, 백탄, 활성탄으로 구분된다. 백탄은 탄소함량이 96% 이상으로 전도체이다. 검탄은 탄소함량이 84% 정도로 부도체이다. 활성탄도 부도체이다.
숯은 인류가 불을 사용하기 시작한 이래 사용되어 온 에너지원으로 제철, 항습, 취사, 필기도구 등 다양한 용도로 널리 사용되어 왔다. 현대에 이르러서도 숯은 용도에 따라 다양하게 사용되고 있으며 점차 그 활용 방식이 늘어나고 있다. 그 다양한 쓰임새에 비해 재료는 나무만 있으면 되므로 매우 간단하며 누구나 쉽게 만들 수 있다. 제작 방법도 간단하게는 구덩이를 파고, 그 안에 나무를 재워 놓고 군불을 때서 구우면 된다.
숯의 생산 방식이 근본적 변화를 맞는 것은 철기 문화의 발전과 관계된다. 철은 그 이전시기 사용되던 청동과 달리 1200 °C 이상의 고온에서 녹기 때문에 일반 장작으로는 철광석에서 철을 분리할 수 없다. 따라서 보다 화력이 센 숯과 석탄 등을 사용해야만 작업이 가능하다. 하지만 한반도에서 생산되는 석탄은 휘발성분이 거의 없어 점화가 어렵고 발열량이 적어 연료로 적당하지 않다. 따라서 근현대에 이르러 극심한 에너지 수요 부족으로 인해 잠시 개발된 것 외에는 한반도에서는 석탄이 주연료로 사용되지 못하였고, 제철 작업의 연료로는 주로 숯이 사용되었다.

## 주 용도
- 연료
- 공기정화
- 필터
- 장식
- 원예
- 제습
- 물의 정화
- 음식 익히기

## 같이 보기
- 화로
- 목초액